# Melanitis obiana
Melanitis obiana är en fjärilsart som beskrevs av Hans Fruhstorfer 1908. Melanitis obiana ingår i släktet Melanitis och familjen praktfjärilar. Inga underarter finns listade i Catalogue of Life.